# أبغهور (شميل)
أبغهور (بالفارسية: ابکهور) هي مستوطنة تقع في إيران في قسم شمیل الريفي. يقدر عدد سكانها بـ 203 نسمة .